# Marcelo Vidal
Marcelo Vidal (ur. 15 stycznia 1991 w Avellaneda) – argentyński piłkarz występujący na pozycji pomocnika.

## Życiorys
Wychowanek CA Independiente, w którym rozpoczynał również seniorską karierę. W 2011 roku grał na wypożyczeniu w Deportivo Merlo. W sezonie 2013/2014 awansował z Independiente do Primera División. W najwyższej argentyńskiej klasie rozgrywkowej zadebiutował 27 sierpnia 2014 roku w przegranym 1:2 meczu z Club Olimpo. Na początku 2015 roku został wypożyczony do Club Olimpo. Ogółem w latach 2014–2015 rozegrał 10 meczów w Primera División. W 2016 roku został wypożyczony do Juventud Unida Universitario. Latem tegoż roku przeszedł do Club Blooming. W Liga de Fútbol Profesional Boliviano rozegrał 11 meczów, debiutując 22 sierpnia 2016 w przegranym 0:1 spotkaniu z Club Petrolero. Po zakończeniu sezonu przeszedł do Renofa Yamaguchi FC, dla którego rozegrał dwa spotkania w J2 League. Na początku 2018 roku został bez klubu, a w lipcu został piłkarzem Uniónu Magdalena. W Categoría Primera A zadebiutował 12 sierpnia w wygranym 5:0 meczu z Deportes Quindío. Na początku 2019 roku przeszedł do Bogotá FC, gdzie grał pół roku. Na początku 2020 roku wrócił do Argentyny, wiążąc się umową z CA Argentino de Quilmes. Po pół roku został zawodnikiem Cobánu Imperial. W Liga Nacional de Fútbol de Guatemala rozegrał pięć meczów, debiutując 29 sierpnia w zremisowanym 1:1 spotkaniu z CSD Municipal. W 2021 roku ponownie grał w CA Argentino de Quilmes, a następnie w Deportivo Merlo. W czerwcu 2022 roku przeszedł do CA Liniers, gdzie występował do końca roku.

## Statystyki ligowe
| Sezon     | Klub                    | Liga                                 | Mecze | Gole |
| --------- | ----------------------- | ------------------------------------ | ----- | ---- |
| 2012/2013 | CA Independiente        | Primera División                     | 0     | 0    |
| 2013/2014 | CA Independiente        | Primera B Nacional                   | 24    | 3    |
| 2014      | CA Independiente        | Primera División                     | 6     | 0    |
| 2015      | Club Olimpo             | Primera División                     | 3     | 0    |
| 2015 (j)  | CA Independiente        | Primera División                     | 1     | 0    |
| 2016/2017 | Club Blooming           | Liga de Fútbol Profesional Boliviano | 11    | 0    |
| 2017 (j)  | Renofa Yamaguchi FC     | J2 League                            | 2     | 0    |
| 2018 (j)  | Unión Magdalena         | Categoría Primera A                  | 5     | 0    |
| 2019 (w)  | Bogotá FC               | Categoría Primera A                  | 5     | 0    |
| 2020 (w)  | CA Argentino de Quilmes | Primera B Metropolitana              | 6     | 0    |
| 2020 (j)  | Cobán Imperial          | Liga Nacional de Fútbol de Guatemala | 5     | 0    |
| 2021      | CA Argentino de Quilmes | Primera B Metropolitana              | 29    | 0    |
| 2022 (w)  | Deportivo Merlo         | Primera B Metropolitana              | 7     | 1    |
| 2022      | CA Liniers              | Torneo Federal A                     | 7     | 0    |